# Hamadia, Tiaret
Hamadia là một đô thị thuộc tỉnh Tiaret, Algérie. Dân số thời điểm năm 2002 là 15.357 người.